# Бабінський Андрій Валерійович
Андрі́й Вале́рійович Бабінський (20 лютого 1991, м. Сокиряни, Чернівецька область — 8 серпня 2023, поблизу с. Червона Криниця, Запорізька область) — український біохімік, науковець, громадський діяч, військовик-доброволець, учасник російсько-української війни (з березня 2022 року), старший солдат, бойовий медик 80-ї окремої десантно-штурмової бригади. Засновник національного руху «Мегамарш у вишиванках». Учасник Революції Гідності.
Один із популяризаторів гри «Криївка» — патріотичної альтернативи «Мафії», співорганізатор низки культурно-мистецьких подій Києва та інших міст. Співорганізатор Шевченківського фестивалю «Ше.Fest», який щороку відбувається у селі Моринці.

## Життєпис
Народився 20 лютого 1991 року в містечку Сокиряни Чернівецької області. У 2007 році закінчив місцеву Сокирянську гімназію та вступив до Національного авіаційного університету в Києві.
Бувши студентом, восени 2008 року започаткував «Мегаграндіозний марш у вишиванках» — столичну подію, що зрештою стала культовим та міжнародним рухом. Учасники мегамаршу традиційно двічі на рік збираються у вишиванках та вирушають у ходу вулицями міст. Із зовсім невеликої у 2008 році події в Києві на кілька осіб, Мегамарш перетворився на багатотисячний знаковий міжнародний захід з унікальною культурною програмою, конкурсами, концертами та непересічними знайомствами. Завдяки Андрію, хода у вишиванках стала регулярним масовим заходом у десятках українських та закордонних міст, а традиційна українська сорочка — впізнаваним міжнародним брендом.
Після закінчення університету протягом 2013—2017 років працював молодшим науковим співробітником Інституту біохімії імені О. В. Палладіна НАН України. Зокрема, досліджував протипухлинну дію вітаміну Е (токоферол).
Після роботи в Інституті, у 2019—2020 роках працював у Данії в галузі агробізнесу. Згодом повернувся в Україну та займався приватним підприємництвом.

### Російське вторгнення 2022 року
З початку повномасштабного вторгнення добровольцем вступив до лав Сил територіальної оборони Збройних сил України. Захищав Батьківщину у складі 97-го батальйону 107-ї бригади Сил ТрО, де здобув фах бойового медика. Воював на Харківщині та під Бахмутом. Влітку 2023 року перевівся до 80-ї ОДШБр (десантно-штурмова рота 1 десантно-штурмового батальйону), брав участь в українському контрнаступі на Запорізькому напрямку.

## Загибель
Загинув 8 серпня 2023 року в бою поблизу села Червона Криниця Оріхівського району Запорізької області від російського артилерійського обстрілу касетними боєприпасами.

## Вшанування пам'яті
16 серпня 2023 року в центрі Києва відбувся захід пам'яті, присвячений бійцю. Учасники у вишиванках вирушили ходою від пам'ятника Ярославу Мудрому до Стіни пам'яті загиблих за Україну, де вшанували пам'ять Андрія й усіх полеглих воїнів в російсько-українській війні, а також виконали Державний гімн України.

## Нагороди
- Орден «За мужність» III ступеня (28 вересня 2023, посмертно) — за особисту мужність, виявлену у захисті державного суверенітету та територіальної цілісності України, самовіддане виконання військового обов'язку[10]